# Blažena Knittlová
Blažena Knittlová (* 8. února 1931) je bývalá československá krasobruslařka.
Byla členkou klubu ATK. Spolu s Karlem Vosátkou závodili v kategorii sportovních dvojic (párů). Startovali spolu na ZOH 1948, závod ale nedokončili. Na Mistrovství Evropy 1948 získala stříbro a třikrát druhá byla také na mistrovství ČSR.